# Drumontiana nakamurai
Drumontiana nakamurai är en skalbaggsart som beskrevs av Komiya och Tatsuya Niisato 2007. Drumontiana nakamurai ingår i släktet Drumontiana och familjen långhorningar. Inga underarter finns listade i Catalogue of Life.